# Boleslav I.
Boleslav I., zvaný Ukrutný (asi 915 Praha? – 15. července 967/972), byl pátý český kníže z rodu Přemyslovců. Narodil se zřejmě roku 915 jako syn českého knížete Vratislava I. a jeho manželky Drahomíry ze Stodor. Jeho starším bratrem byl svatý Václav. Během Václavovy vlády držel Starou Boleslav. Dne 28. září roku 935, případně 929, Boleslav svého bratra Václava zavraždil a stal se po něm českým knížetem.
Brzy po nástupu na trůn se dostal do sporu s římským králem Otou I., kterému odmítl odvádět tribut a vedl s ním čtrnáctiletou saskou válku. Po roce 950 se však stal Otovým spojencem, čeští vojáci bojovali i ve vítězné bitvě na Lechu proti Maďarům. Roku 965 provdal svou dceru Doubravku Přemyslovnu za polského knížete Měška.
Boleslav se výrazně podílel na ekonomickém růstu Čech. Podařilo se mu dobýt Slezsko, severní Moravu a Krakovsko, které ležely podél obchodní stezky do Kyjeva. Za jeho vlády byly v Čechách raženy první mince (denáry) a vznikla hradská soustava, která prostřednictvím kastelánů umožňovala Boleslavovi vládu po celé zemi. Boleslav I. založil mj. Žatec, Plzeň a Kouřim. Usiloval o založení pražského biskupství, ke kterému však došlo až po jeho smrti. Novodobí historikové považují Boleslava za jednoho z nejvýznamnějších přemyslovských panovníků. Zemřel 15. července roku 972 (nebo 967). Jeho nástupcem se stal jeho syn Boleslav II.

## Život

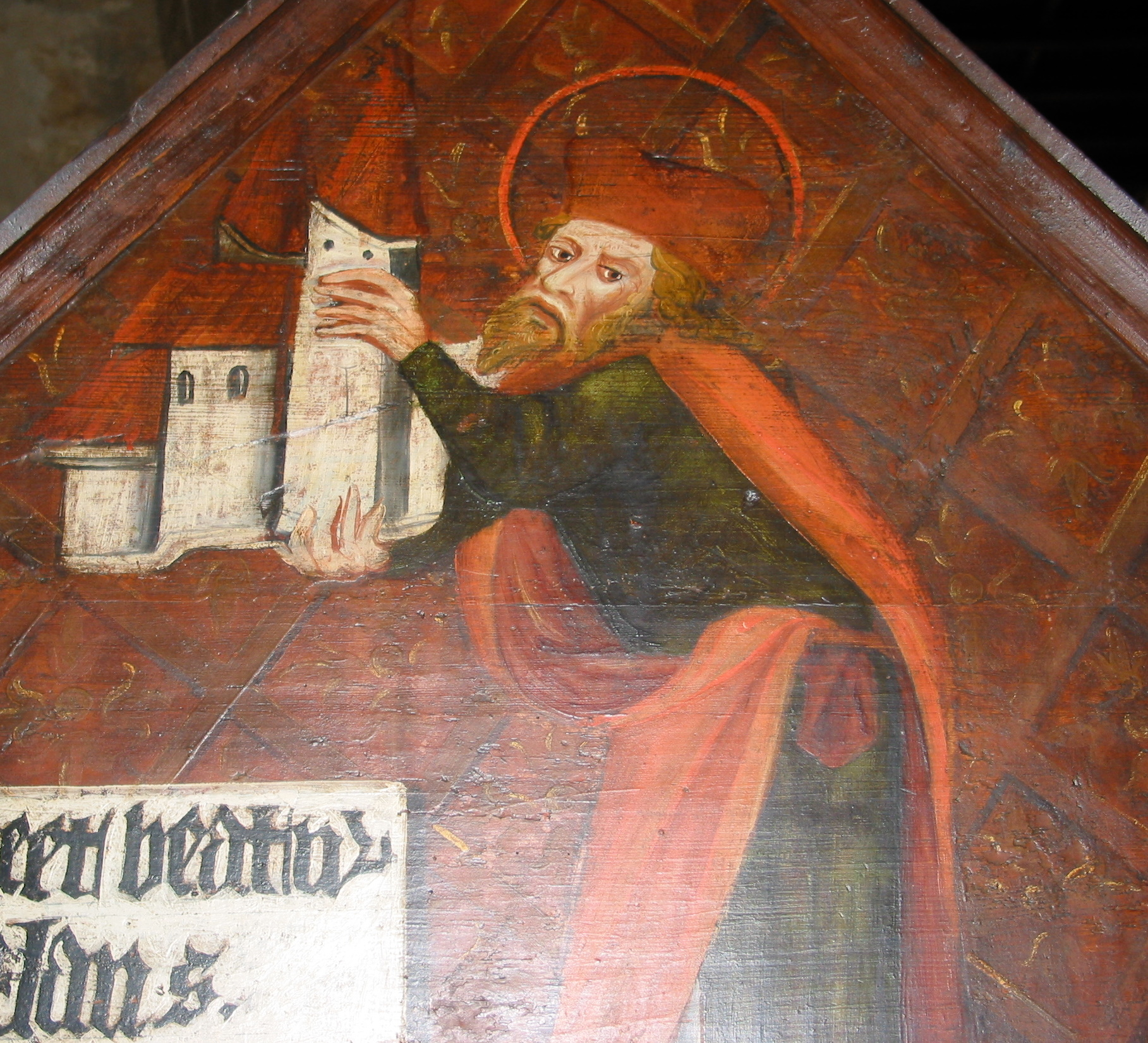
Obraz Boleslavova otce Vratislava I. na tumbě v klášteře svatého Jiří.

### Mládí (915–935)

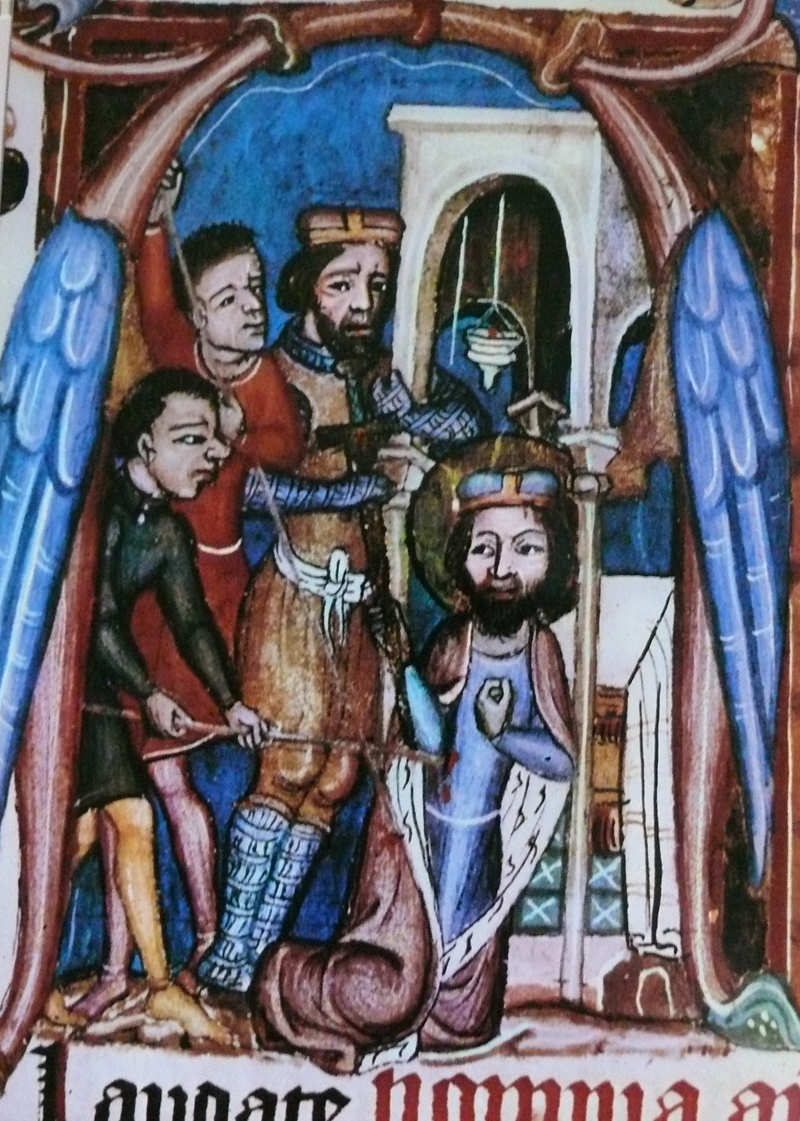
Vražda sv. Václava v Liber viaticus. Boleslav je stojící muž s červenou knížecí korunou, Václav muž klečící.

Boleslav se narodil jako mladší syn českého knížete Vratislava I. a jeho manželky Drahomíry ze Stodor zřejmě roku 915, přesné datum však není známo. Autoři monografie Velké dějiny zemí Koruny české I. uvedli, že se Boleslav narodil mezi lety 912 a 914, Vratislav Vaníček se pak domníval, že se Boleslav narodil roku 908 či 912 a Petr Charvát zase zastával názor, že se Boleslav narodil kolem roku 910. Podle Michala Lutovského se Boleslav narodil v Praze, kde se jeho otec stal právě pražským knížetem. Měl několik sourozenců − staršího Václava, mladšího Spytihněva, který však zemřel pravděpodobně v dětském věku, a několik sester, mezi nimi Přibyslavu. Kristiánova legenda uvádí, že Boleslav a Václav byli ještě jako děti svěřeni do péče Svaté Ludmily. Václav Novotný se však domnívá, že tato zpráva není příliš spolehlivá, jelikož legenda vznikla mnoho let po událostech. Jeho otec zemřel již roku 921, za svého nástupce ustanovil svého prvorozeného syna Václava. Následné boje o pražský stolec, které trvaly pravděpodobně až do roku 925, zřejmě Boleslava nijak neovlivnily, jelikož byl v té době malým chlapcem.
Podle Václava Novotného se po nástupu Václava stal Boleslav údělným knížetem pšovským. Kosmas tvrdí, že Boleslav nechal v této době vystavět Starou Boleslav. S tímto názorem souhlasil také Václav Novotný. Naopak Michal Lutovský tvrdí, že k založení Boleslavi došlo již za vlády knížete Spytihněva I. a Boleslav pouze mohl hrad přestavět a opevnit jej kamennou hradbou, o které nás spravuje Kosmas. Kamenná hradba v Čechách byla ještě ve 12. století velice neobvyklá. Hradbu potvrdil i archeologický výzkum, ten ji datoval do 10. století. Michal Lutovský sice napsal, že hradbu je možno datovat do 10. století, připustil však také, že si historku o výstavbě kamenné hradby mohl Kosmas s Boleslavem pouze spojit a ke stavbě mohlo dojít až později. Tento názor zastával také Petr Charvát.
| „                       | Tak se stalo, že si umínil založiti hrad po způsobu římském. A ihned svolal přední muže z lidu, všechny do jednoho, na jedno místo a dovedl je do lesa u řeky Labe, a označiv jim místo, vyjevil jim tajné přaní srdce svého, řka: ‚Zde chci a káži, abyste mi římském způsobu vystavěli hradní zeď velmi vysokou dokola.‘ | “ |
| — Kosmova kronika česká | |   |

### Smrt bratra Václava a nástup na trůn (935–936)
Dne 28. září kteréhosi roku měl Boleslav zabít svého bratra Václava. Den před vraždou prý Václav přijel do Staré Boleslavi, kde se účastnil mše a hostiny. Během hostiny se měl Boleslav setkat se svými družiníky, kde mělo dojít k dohodě, že Václava zavraždí až před ranní mší. Pomoci jim v tom měl boleslavský kněz Krastěj, který měl na mši zazvonit dřív, než bylo zvykem. První staroslověnská legenda uvádí, že se Václav při cestě na mši dostal do slovní potyčky s bratrem. Boleslav se pokusil na Václava zaútočit, Václav však bratra povalil na zem. Brzy přispěchal nejdřív jakýsi Tuža a ťal Václava do paže. Václav se utíkal schovat do kostela. U dveří chrámu, které byly nejspíš zamčené, jej Tira a Česta ubili a Hněvsa jej probodl mečem.
| „                                               | Časně zrána zvonili na jitřní. Jakmile Václav uslyšel zvon, řekl: ‚Díky tobě, Pane, že ses mi dal dočkat tohoto jitra.‘ I vstal a šel na jitřní. Hned v bráně jej dostihl Boleslav. Václav se naň ohlédl a řekl: ‚Bratře, včeras nám dobře posloužil.‘ K uchu Boleslava se naklonil ďábel a zkazil jeho srdce, že mu odpověděl: ‚Nyní ti chci lépe posloužit.‘ Po těch slovech udeřil jej mečem po hlavě. Václav se obrátil k němu a řekl: ‚Co ti to napadlo, bratře?‘ A po těch slovech jej uchopil a srazil na zem. Tu přispěchal jakýsi Tuža a ťal Václava do ruky. Ten poraněn na ruce pustil bratra a běžel do chrámu. Tu dva ďábli řečení Tira a Česta ubili jej v bráně chrámové. Hněvsa pak přiskočil a probodl mu bok mečem. | “ |
| — První staroslověnská legenda o svatém Václavu | |   |

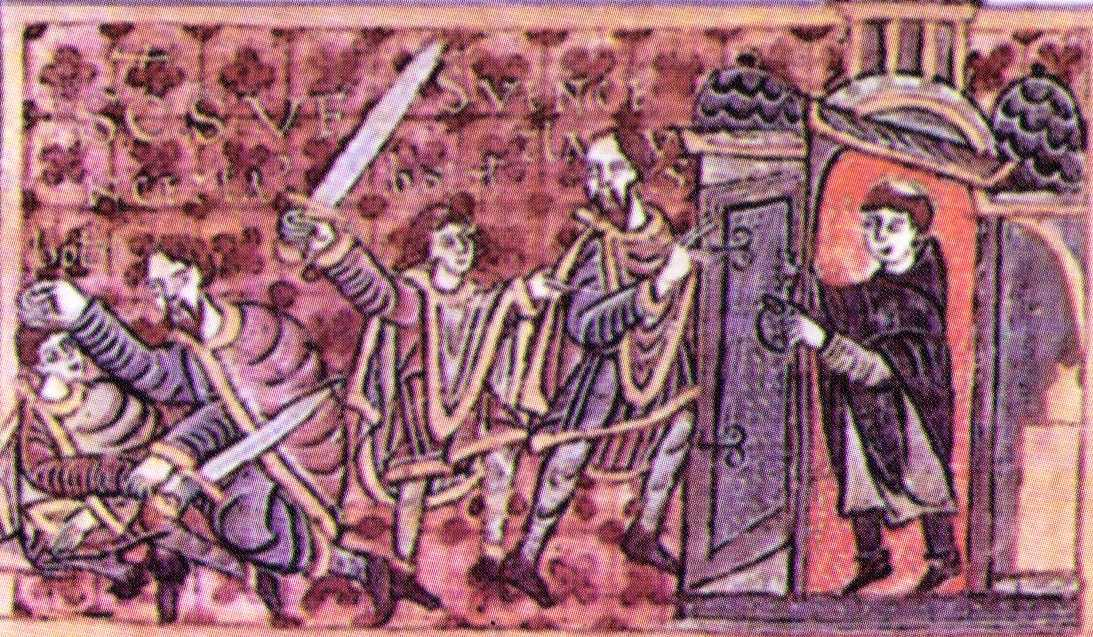
Iluminace vraždy před kostelem z Gumpoldovy legendy. Václav se a snaží se utéct do kostela.

Motiv vraždy byl tradičně vykládán jako spor bratrů o postoj vůči saským panovníkům. Autoři knihy Velké dějiny však uvádí také možnost, že důvodem vraždy byl spor nikoliv bratrů, ale velmožů s knížetem. Podle Dušana Třeštíka byla vražda v Boleslavi pouhou náhodou, ze které byl Boleslav neprávem obviňován. Václav měl Boleslava oslovit tak povýšeně, že na něj jeho bratr bez přemýšlení vytasil meč. Boleslav ho neměl zasáhnout, přesto mu Václav vykroutil meč z ruky a povalil jej na zem. Boleslav pak vyděšeně zavolal o pomoc své družiníky, kteří, když viděli Václava s mečem v ruce, rychle zasáhli a Václava zabili. Tuto domněnku podpořil Michal Lutovský, naopak ji odmítl Vratislav Vaníček, jelikož by při případném volání o pomoc přiběhla i Václavova družina.
Nejistá je také datace vraždy. Historikové přijímají obvykle tyto dva letopočty: 929 a 935. Originály legend uvádí pouze datum, nikoliv rok. Jedinou výjimkou je Kristián, který uvádí rok 929. Vratislav Vaníček však zastával názor, že si Kristián odvodil rok z kalendáře. Rok 929 obhajoval Josef Pekař, který se domníval, že datum 929 bylo i v nezachovaném originále První staroslověnské legendy. S Pekařem souhlasil také Václav Novotný. Novodobí historikové se však kloní spíše k roku 935. Poprvé tak učinil František Palacký. Nejpodrobněji se o Václavově smrti v roce 935 rozepsal Dušan Třeštík. Ten se odkazoval na kroniku Widukinda z Corvey, který uvádí, že v roce 929 byl Václav napaden Jindřichem I. Ptáčníkem, a podle něhož byl někdy před rokem 936 Václav zavražděn Boleslavem. Odkazoval se také na vysvěcení rotundy svatého Víta, ke kterému mělo dojít v roce 930. S názorem, že k Václavově zavraždění došlo v roce 935, se pak již všichni moderní historici shodovali.
| „                   | Mezitím hrozilo další povstání barbarů a Boleslav zabil svého bratra, křesťana a, jak se tvrdí velice zbožného muže. | “ |
| — Widukind z Corvey | |   |

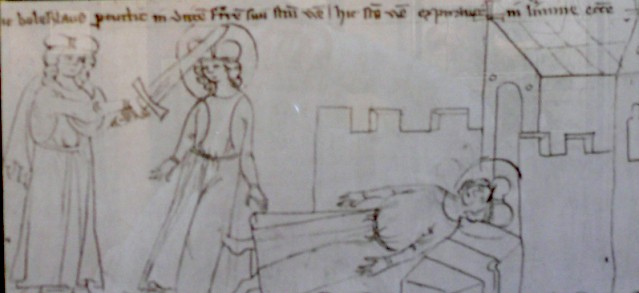
Vražda Václava ve Velislavově bibli.

Hned po vraždě se Boleslav vydal do Prahy ke kamennému stolci. Nebezpečí pro něj představoval spojenec Václava, saský král Jindřich I., nebezpečí hrozilo také od jiných knížat, kteří vládli na území dnešní České republiky. První staroslověnská legenda tvrdí, že Boleslav se svými druhy povraždil či vyhnal Václavovy věrné. V legendách se také mluví o vraždění nemluvňátek, tento popis je však jistě nadnesený. Legendy také mluví o vyhnání Václavových kněží. Michal Lutovský tuto informaci popírá, Boleslav možná vyhnal několik jedinců, možná je informace o vyhnání kněží pouhým legendistovým výmyslem. Brzy po vraždě byl Boleslav jistě nastolen na kamenný stolec a uveden ke slavnostní mši v kostele svatého Jiří.
| „                     | Ale vrahové svatého mučedníka, nehodlajíce toho, jejž až k smrti pronásledovali, ani po smrti šetřiti, rychlou jízdou do hradu Prahy pospíšili a všechny jeho přátelé, – a věříme, že dobří lidé to byli, kteří k dobrému člověku přilnuli – rozličným způsobem krutě zahubili a jejich děti za živa do hloubi řeky Vltavy potopili. A poněvadž byli účastni mučednictví, věříme, že stali se účastnými i slávy, a třebas my nehodní neznáme jejich počtu a jmen pro množství jejich, přece podle pravdy věříme, že Bůh je zná a že si je vyvolil. Shromáždil pak blahoslavený muž, dokud ještě žil, kolem sebe nemalé množství kleriků a sluhů božích, které pronásledovatelé svatého mučedníka tak stíhali, že téměř žádný z nich ve vlasti nezůstal. | “ |
| — Kristiánova legenda | |   |

### Saská válka a první roky vlády (936–950)

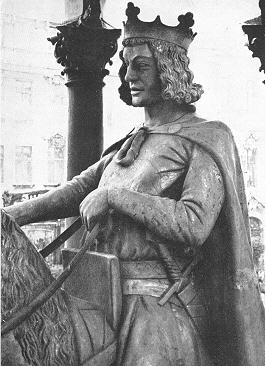
Socha Oty I. na koni v Magdeburgu.

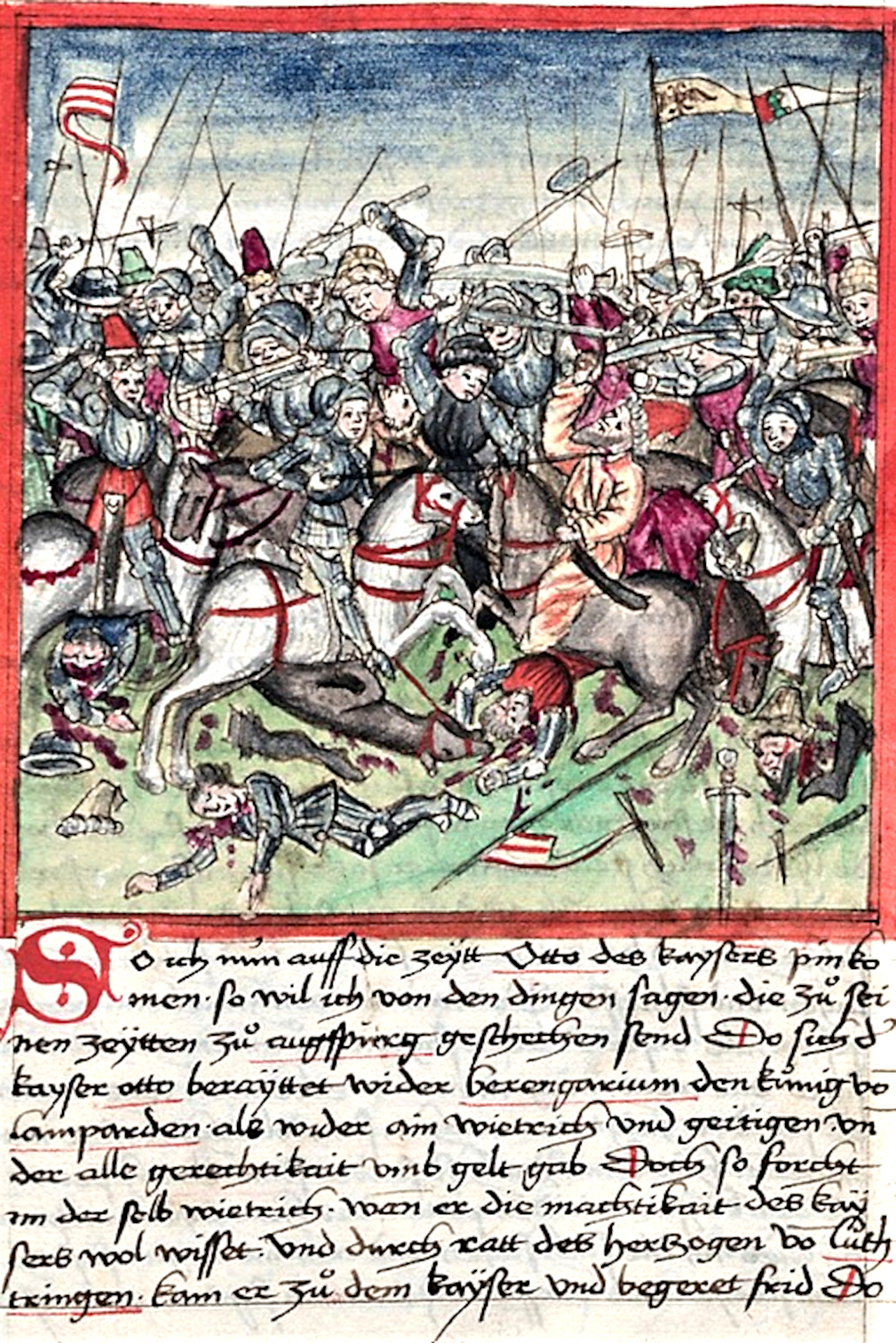
Boj Němců a Maďarů v bitvě na Lechu v roce 955. Němci, na jejichž straně bojovali i Češi na pravé straně.

Neznámý je vztah Boleslava a saského krále Jindřicha. Podle Michala Lutovského mu určitě Boleslav neslíbil věrnost. Jindřicha však již v říjnu 935 ranila mrtvice a 2. července 936 zemřel. Proti novému králi, jeho synovi Otovi I., ihned povstaly kmeny Luticů a Obodritů. Tohoto povstání využil i Boleslav. Widukind tvrdí, že Boleslav zaútočil na sousedního knížete, který byl spojencem Saska. Marie Bláhová se domnívá, že sousední kníže byl Boleslavovi formálně podřízen, kontakty se Saskem mu však měly zajistit nezávislost na Boleslavovi. Vratislav Vaníček je toho názoru, že kníže byl Václavovým spojencem a přijímal Boleslavovy nepřátele. Ota reagoval okamžitě a proti Boleslavovi poslal dva proudy bojovníků. Prvnímu proudu z Merseburku a Hassegau velel Asic, ve druhém proudu byli vojáci z Durynska. Šlo především o zločince, kteří byli místo trestů odesláni do Merseburku k vojenské službě. Dušan Třeštík zastává názor, že by se vojsko bývalo setkalo někde u Míšně. Boleslav se však o vojsku dozvěděl a i on svoji družinu rozdělil. Widukind tvrdí, že část vojska byla poslaná proti Durynkům, které bez boje zahnala. Dušan Třeštík informaci o durynském útěku zpochybňuje, neboť kronikář Widukind neměl Durynky v lásce. Durynci měli prý být poraženi. Druhá část vojska byla merseburským vojskem poražena. Václav Novotný má za to, že byl Boleslav v druhé části vojska. Obě části českého vojska se však znovu spojily a plenící merseburské vojsko tentokrát porazily. Až poté se Boleslav vydal k hradišti sousedního knížete, které srovnal se zemí. Tímto vítězstvím také začala saská válka, která trvala až do roku 950.
| „                   | Jelikož se Boleslav doslechl o saském vojsku a o tom, že Sasové a Durynkové proti němu táhnou odděleně, rozdělil své druhy (také), protože byl velmi chytrý, a rozhodl se, že se utká s každou armádou (zvlášť). Když Durynkové viděli, že nepřátelé neočekávaně vyrazili proti nim, vyhnuli se nebezpečí útěkem. Asik se Sasy a ostatními pomocnými sbory nikterak neváhal a vyřítil se proti nepřátelům. Větší část z nich přemohl zbraněmi, ostatní zahnal na útěk a vrátil se do tábora jako vítěz. Protože nevěděl o Boleslavově vojsku, které pronásledovalo Durynky, s dosaženým vítězstvím zacházel málo obezřetně. Když Boleslav viděl, že je naše vojsko rozptýleno, že jedni olupují zabité, druzí si léčí zranění a další shánějí píci pro koně, spojil své rozprchlé a vracející se vojsko, vyřítil se znenadání proti těm, kteří si připadali po vítězství v bezpečí a nic takového nečekali, a velitele i s celým naším vojskem zničil. Poté zamířil k hradu subregula a při prvním útoku ho dobyl. Místo zůstalo až dodnes opuštěné. | “ |
| — Widukind z Corvey | |   |

Místo hradu sousedního knížete není známé. Historici nejčastěji uvádí hradiště Zabrušany nebo hradiště Chloumek u Mladé Boleslavi. Michal Lutovský vyloučil možnost Zabrušan, jelikož bylo hradiště osídleno ještě dlouho po roce 936. Vratislav Vaníček ještě dodal, že Zabrušany jsou daleko od Prahy, takže by je nemohl Widukind označit za souseda Čech. Hradiště Chloumek leží podle autorů Velkých dějin zemí Koruny české I. až příliš daleko od Saska. Autoři Velkých dějin také dodali, že hradiště leželo pravděpodobně v severozápadních Čechách. Michal Lutovský sice ve své práci z roku 1998 uvedl, že Chloumek nemohl být hradem sousedního knížete, ve své novější práci z roku 2006 však tuto možnost připustil. Dušan Třeštík uvedl možnost, že poražení knížete se později odrazilo v pověsti o lucké válce.

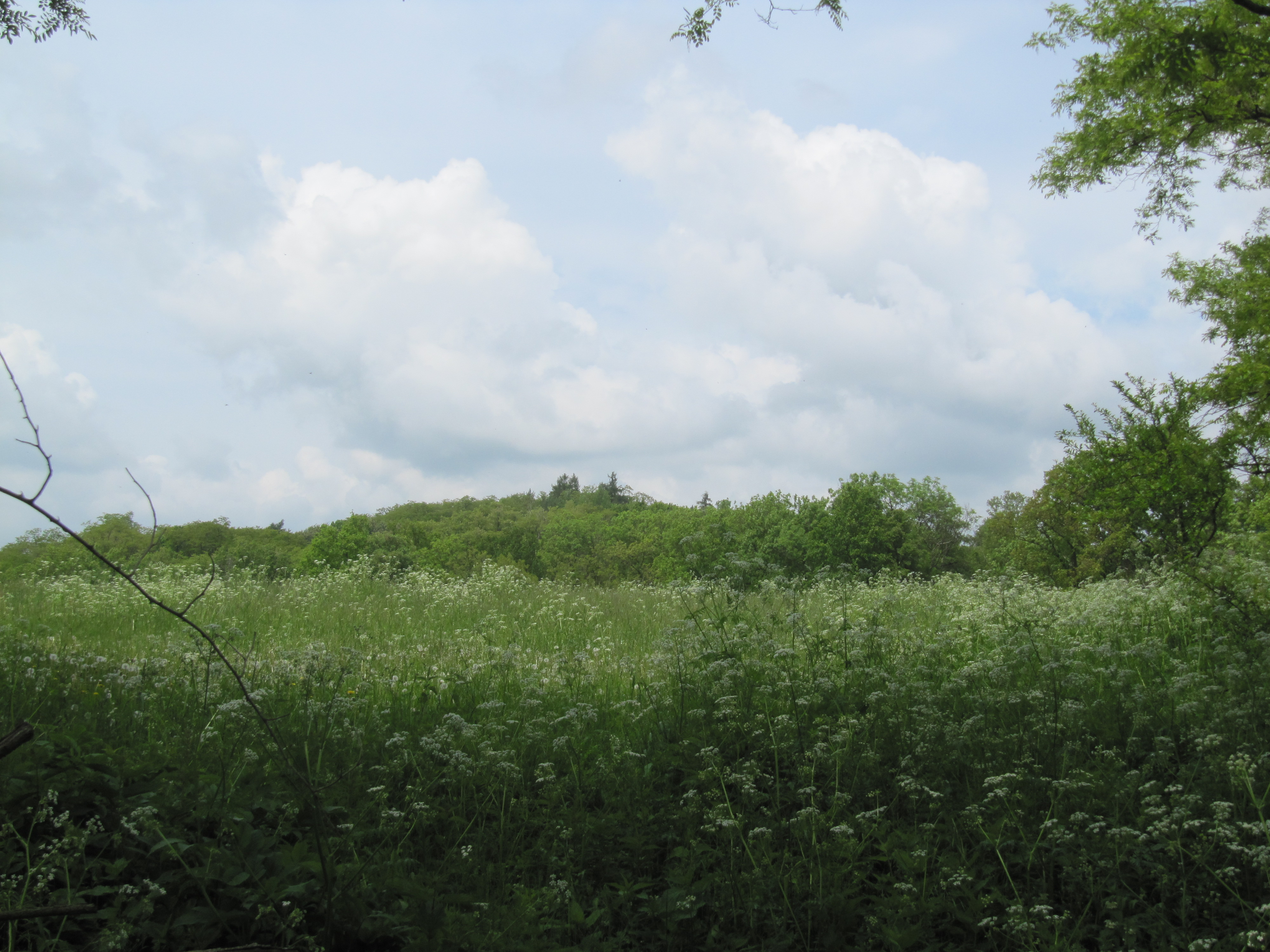
Zbytky hradiště u svatého Jiří, které založil Boleslav jako správní hrad nedaleko Staré Kouřimi, která sloužila jako lokální mocenské středisko.

Porážka sousedního knížete nebyla ojedinělá. Čechy se na počátku Boleslavovy vlády skládaly z několika na sobě nezávislých knížectví. Ještě jeho bratr Václav se spokojil s vazalstvím, Boleslav povětšinou knížata nejprve zbavil moci, jejich hrady srovnal se zemí a nedaleko vystavěl nové správní středisko, čímž položil základy hradské soustavy. Archeolog Jiří Sláma uvedl, že k tomuto procesu došlo právě v době saské války, tedy mezi lety 936 a 950. S názorem, že šlo o jednorázovou akci souhlasí jak Dušan Třeštík, tak Michal Lutovský.

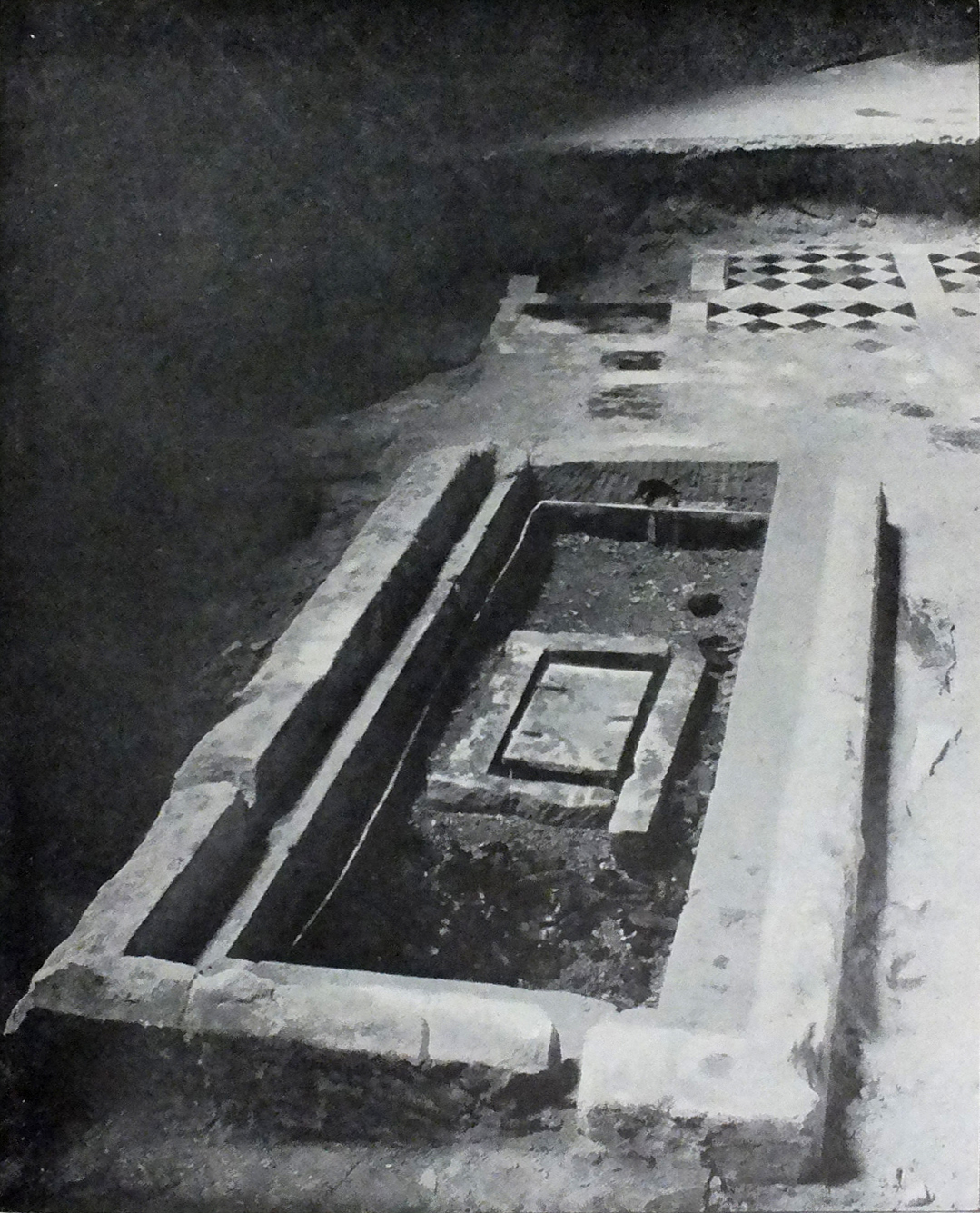
Hrob svatého Václava, kam ho Boleslav nechal pohřbít.

Tři roky po vraždě nechal v nočních hodinách Boleslav přenést Václavovo tělo ze Staré Boleslavi do pražské rotundy svatého Víta. Josef Pekař uvádí možnost, že se Boleslav obával odporu obyvatel Čech, kteří již tehdy považovali Václava za hrdinu a mohli by proti Boleslavovi povstát, nechal tedy přenést tělo v noci. Díky svatováclavským legendám máme o přenesení těla mnoho informací. Vratislav Vaníček se domníval, že se autoři legend při popisu značně inspirovali přenesením těla Jimrama z Řezna. Václavovo tělo bylo převáženo na voze, Vavřincova legenda pak píše o kajícím se Boleslavovi nad Václavovým tělem. Převoz byl dokončen 4. března tři roky po vraždě, zřejmě tedy v roce 938.
| „                       | Dne 4. měsíce března bylo přeneseno tělo svatého Václava mučedníka z hradu Boleslavě do hradu Prahy, a to ze zášti závistného bratra. Neboť jeho bratr Boleslav, den ode dne hůř a hůře čině a necítě v srdci žádnou lítost nad svým zlým činem, nesnesl v hrdé mysli, že Bůh pro zásluhy svého mučedníka Václava zjevoval nad jeho hrobem nesčetné zázraky. I nařídil tajně svým služebníkům sobě věrným, aby jeho tělo přenesli do hradu Prahy a v noci pochovali v kostele svatého Víta, aby nebylo přičítáno zásluhám jeho bratra, nýbrž svatého Víta mučedníka, kdyby Bůh k slávě svým svatým ukazoval nějaké divy. | “ |
| — Kosmova kronika česká | |   |

Vítězstvím Boleslava začala dlouhá, čtrnáctiletá válka se Saskem. Pravděpodobně se však v mezidobí neodehrála nějaká významná akce, šlo maximálně o drobné potyčky v pohraničí. Ota však začal mít navrch, zvláště poté, co dobyl území na sever od Čech, čímž si do nich zjednodušil přístup. Mezi jednotlivými stranami však určitě nepanoval mír, jelikož Widukind k roku 946 uvádí, že Ota držel zajaté Boleslavovy rukojmí.
Válka skončila po čtrnácti letech vítězstvím Oty, který díky tomu upevnil svojí moc v Čechách. Tehdy zaútočil Ota s vojskem na nějaký hrad, ve kterém vojsko obléhalo Boleslavova syna. Podle Widukinda měl Ota před hradem zastavit boj, aby se jeho vojsko vyvarovalo rabování. Nejspíš se tak stalo proto, aby se neopakovala porážka z roku 936, kdy bylo vojsko poraženo právě díky rabování. Boleslav se pokusil svému synovi pomoci, jakmile však poznal ohromnou sílu vojska, raději se Otovi poddal. Ota se také rozhodl nebojovat, jelikož, jak soudil Michal Lutovský, i Boleslav disponoval velkým vojskem, a proto se také Ota vydal cestou míru. Boleslav také musel obnovit odvádění poplatku do Saska. Dětmar z Merseburku pak dodal, že Ota zároveň pověřil svého bratra Jindřicha dohledem nad Čechami.
| „          | V té době se král vydal na vojenskou výpravu proti Boleslavovi, králi Čechů. Když bylo možné zmocnit se hradu, jenž se nazýval Nový a v němž byl v obležení Boleslavův syn, král moudře rozhodl a přerušil bitvu, aby se jeho vojáci při kořistění u nepřátel neocitli v ohrožení. Jakmile Boleslav pochopil, jakými ctnostmi král oplývá a jak veliká je jeho armáda, vyšel z hradu a raději se sám poddal takovému majestátu, než aby utrpěl naprostou zkázu. Poté, co se postavil pod královy praporce, vyslechl ho a dal mu odpověď, vysloužil si konečně odpuštění. Svým naprostým vítězstvím si král získal slávu a vrátil se do Saska. | “ |
| — Widukind | |   |

Jaký hrad přesně Ota obléhal, není jisté. Ze 16. července 950 pochází listina týkající se kláštera sv. Jimrama, která byla sepsána v Čechách, v podhradí Nového hradu (latinsky Niuunburg). Jiří Sláma se domníval, že Novým hradem mohl být Nymburk, toto však vyvrátil Michal Lutovský, jelikož k založení Nymburku došlo mnohem později. Ota přitáhl do Čech ze Saska, průběh tažení byl podobný jako před čtrnácti lety. Nový hrad se tak nacházel zřejmě nedaleko Krušných hor. Pravděpodobně se tak jednalo o Žatec, z něhož jsou první stopy již z 10. století. Nejasnosti panují také o Boleslavově synovi, který měl být v Novém hradu obležen. Michal Lutovský nevyloučil možnost, že se mohlo jednat o Boleslavova nástupce, Boleslava II, což připouští i autoři Velkých dějin. Naopak Joanna Sobiesiak a Dušan Třeštík se domnívali, že tím synem nebyl Boleslav II., ale jeho neznámý bratr. Otázky padají také ohledně Boleslavova lenního slibu. Odmítl ho již František Palacký, proti tomu se však postavil Václav Novotný, který napsal, že Boleslav se Otovým leníkem stal. Současná historiografie souhlasí s názorem Palackého, jelikož nejsou zmínky o tom, že by Ota a jeho potomci do vnitřních poměrů Čech nějak zasahovali.

### Spojenec Oty I. (950–965)

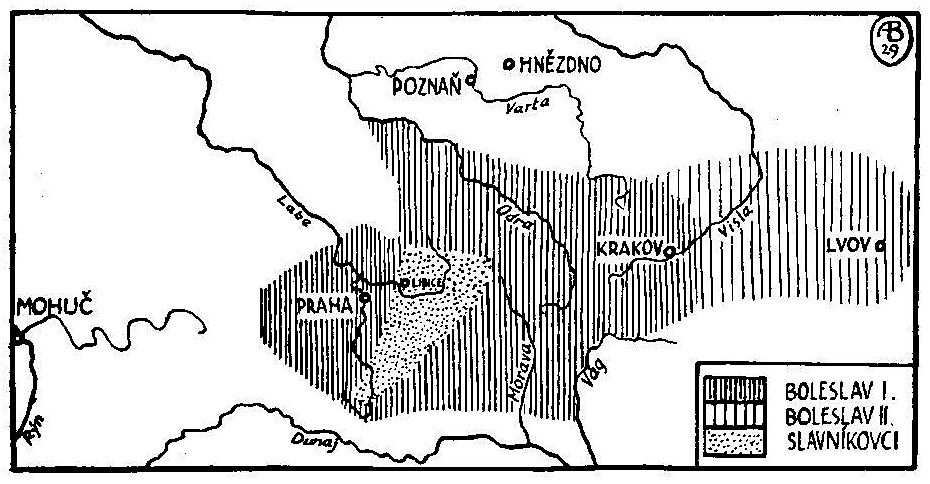
Území ovládané českými knížaty v druhé polovině 10. století.

Roku 950 došlo k ukončení čtrnáctileté války a Boleslav zůstal Otovi už věrný. Zároveň však upřednostňoval své vlastní zájmy, o čemž svědčí fakt, že se nijak nepodílel na potlačení vzpoury, kterou proti Otovi vedl jeho syn Liudolf. Na začátku 50. let 10. století začali Maďaři útočit na střední a západní Evropu. Středověcí kronikáři uvádí, že v roce 955 vtrhlo do Evropy obrovské množství Maďarů, jeden z kronikářů mluví až o stotisícovém vojsku, které vtrhlo do jižního Německa. Tento údaj je jistě nadsazený, Maďarů bylo pravděpodobně asi 10 000. Ota a možná i Boleslav právě bojovali na severu Německa proti Polabským Slovanům. Jakmile Otovi poslové přinesli zprávu o vpádu Maďarů, Oto neváhal a ihned se vydal směrem k Augsburgu, který již byl v obležení maďarských jednotek. Bitva na řece Lech byla jedna z nejdůležitějších bitev v Evropě raného středověku, kdy byl zastaven postup staromaďarských kmenů do západní Evropy.
| „          | Maďaři totiž na nic nečekali a překročili řeku Lech, obešli vojsko a začali poslední legii odstřelovat šípy. Poté se s ohromným křikem pustili do útoku, některý zabili, jiné zajali, zmocnili se všech zavazadel a zbylé muže z této legie zahnali na útěk. | “ |
| — Widukind | |   |

Ota dorazil na bojiště 8. srpna 955. Vojsko se skládalo z 8 legií, poslední osmou legii tvořilo velmi dobře vyzbrojených 1000 Čechů. 10. srpna ráno přebrodilo maďarské vojsko řeku Lech, která doposud obě vojska dělila. Maďaři objeli hlavní voj a zničili českou a také švábskou legii. Postup Maďarů zastavil se čtvrtou legií lotrinský vévoda Konrád a osvobodil zajatce. Poté zasáhlo hlavní vojsko v čele s Otou i se zbytky švábského i českého vojska, které Maďary rozehnalo za řeku, kde byli pobíjeni pronásledujícími.
Účast Boleslava v bitvě na Lechu odmítl už František Palacký. Podle Svatohavelských análů měl Boleslav porazil jistého maďarského knížete jménem Lele. František Palacký se domníval, že to byl zbytek Maďarů, který přežil bitvu na Lechu a rozhodl se vyplenit alespoň Čechy. Toto odmítl už Václav Novotný, který mínil, že se jednalo o jinou část vojska, která od počátku směřovala na Čechy. Novotný také uvádí, že se bitva odehrála na Moravě a právě toto vítězství pomohlo Boleslavovi k jejímu ovládnutí.
V 60. letech 10. století navštívil Prahu kupec Ibráhím ibn Jákúb. Ten informuje o rozsahu Boleslavovy říše, která prý něj dosahovala až ke Krakovu. Michal Lutovský se na základě Jákúbova tvrzení, že cesta na hranici Boleslavovy říše trvá z Prahy asi tři týdny, domníval, že Boleslav ovládal území až k řekám Bug, Styr a San, kde se České knížectví potkávalo s Kyjevskou Rusí, která byla silou s jeho říší srovnatelná. Skrz dobytá území vedla kupecká stezka, pravděpodobně hlavní důvod expanze, která začínala již na Araby ovládané jižní části Pyrenejského poloostrova a přes Francii právě do Prahy a Krakova, kudy dále pokračovala až do Kyjeva. Na tomto území se také nacházelo velké množství otroků, kteří byli pravděpodobně důvodem ekonomického růstu Čech. Severní část Moravy byla vzhledem k cestě z Prahy do Krakova téměř jistě součástí Boleslavovy říše. V Olomouci se navíc nachází mnoho denárů z té doby. Martin Wihoda se domníval, že se na jižní části Moravy musel Boleslav spokojit s pouhým tributem, se stejným názorem, navíc i s možností, že tribut přicházel i ze západního Slovenska, přišel i Michal Lutovský. K ovládnutí Moravy došlo pravděpodobně až po porážce Maďarů na Lechu, dobytí Krakovska pak podle Václava Novotného nastalo pravděpodobně před rokem 950.
| „                   | Země Slovanů táhnou se nepřetržitě od Syrského moře až k obklopujícímu oceánu na severu... Počet jejich králů dnes činí čtyři: král Bulharů, Bújislaw – král Frágy, Bújamy a Krakúa, Miška – král severu a Nakún, nejdále na západě | “ |
| — Ibráhím ibn Jákúb | |   |

Území na východě Čech bylo dlouhou dobu považováno za nezávislé knížectví Slavníkovců, kteří využili oslabení Boleslava I. po roce 950 a dobyli téměř polovinu země. Pokud však Boleslav ovládal Moravu nebo až vzdálené Krakovsko, je nepochybné, že musel ovládat i východní Čechy. Slavník, první doložený člen Slavníkovců, byl možná do východních Čech dosazen jako správce, případně pocházel z nějaké boční větve Přemyslovců.

### Závěr života (965–967/972)

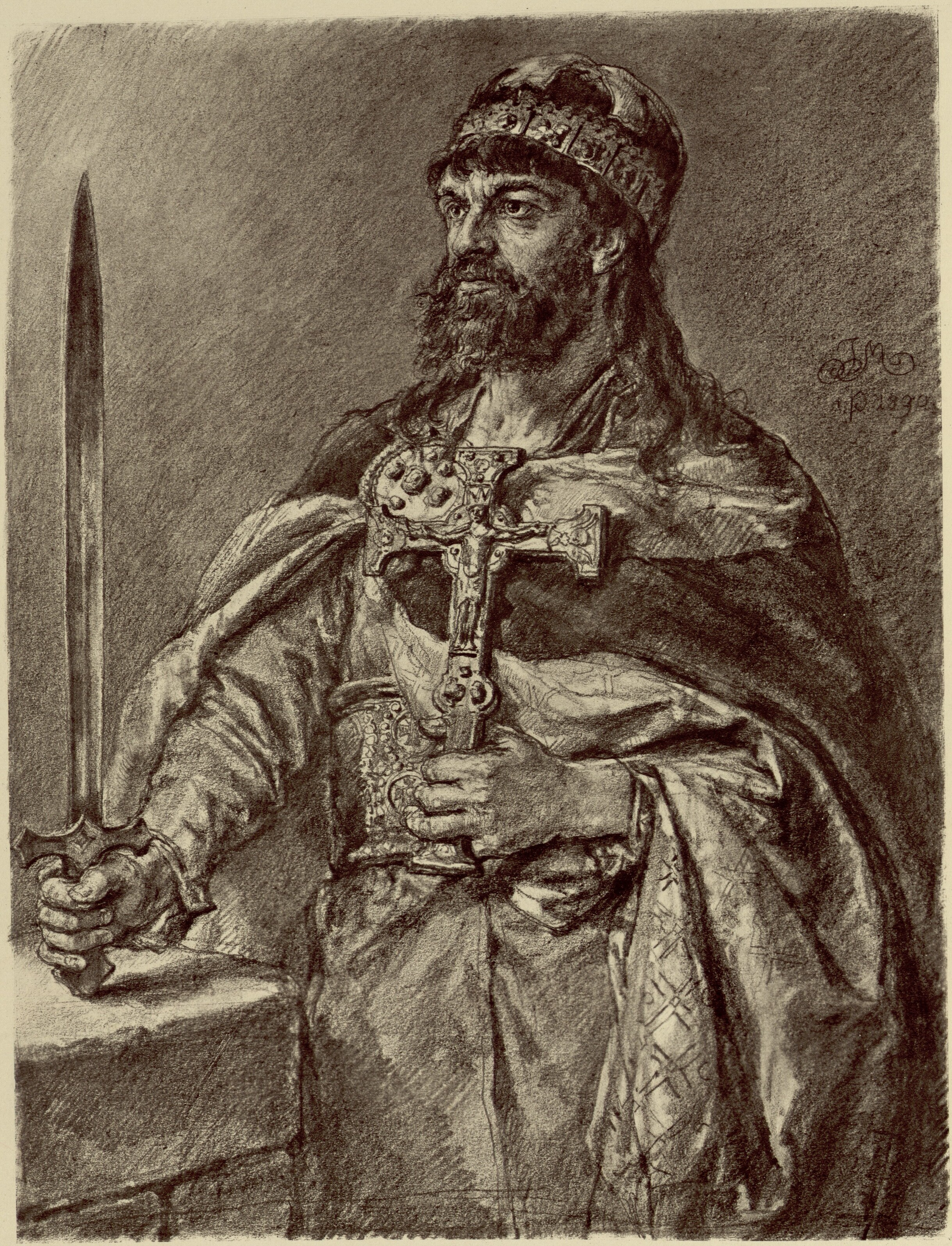
Obraz Měška I. od Jana Matejka.

Počátkem 60. let 10. století probíhala na sever od Čech válka mezi Polskem a Velety, již byli vedeni Wichmannem. Polský kníže Měšek I. byl v konfliktu také s markrabětem jižní marky, pohraničního území se sídlem v Magdeburgu, Gerem, který ho měl podle Dětmara z Merseburku donutit k placení tributu. Měšek se rozhodl obrátit se s žádostí o pomoc na Boleslava. Ten se rozhodl spojit se s Měškem ještě více, neboť mu nabídl ruku jeho dcery Doubravky. Měšek s nabídkou souhlasil a v roce 965 se oženil. Byla to také pravděpodobně Doubravka, kdo obrátil Měška na křesťanskou víru. Wichmann se však nenechal zastrašit česko-polským spojenectvím a roku 967 na Polsko opět, tentokrát s podporou Volyňanů, zaútočil. Měšek, tentokrát již posílen českým vojskem Volyňany, nejen porazil, ale dokonce zabil jejich vrchního velitele.
| „          | Když se Wichmann doslechl, že hrad byl dobyt a jeho druzi potrestáni, vydal se znovu na východ a vmísil se mezi pohany. Jednal se Slovany nazývanými Volyňané, jak podnítit k válce císařova přítele Měška. Měšek si to však uvědomoval a vypravil poselstvo k Boleslavovi, králi Čechů – byl to totiž jeho zeť (švagr) – a získal od něj dva oddíly jezdců. | “ |
| — Widukind | |   |

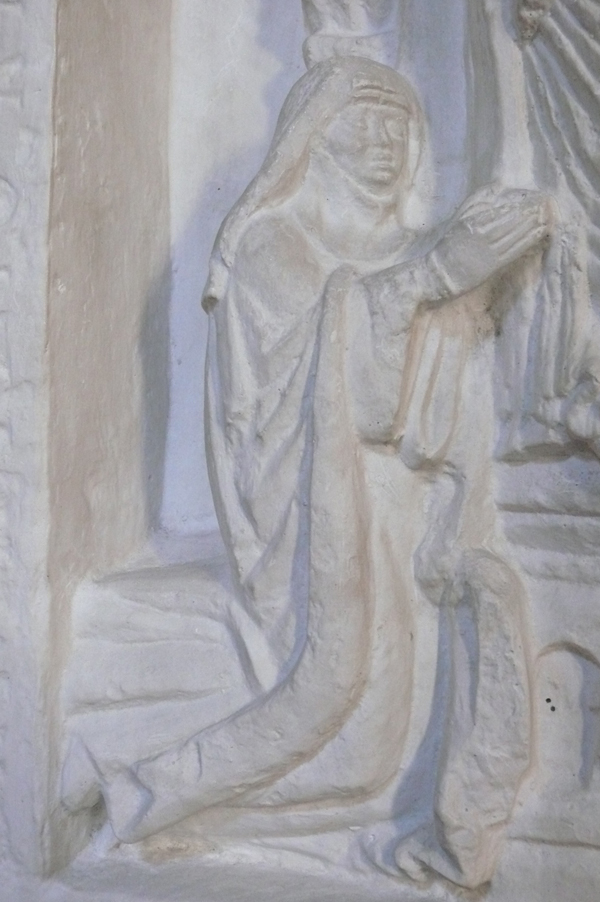
Sádrový tympanon Mlady v klášter svatého Jiří.

Závěr života věnoval Boleslav především snaze o založení pražské diecéze. Pravděpodobně v roce 966 dorazilo do Říma za papežem Jan XIII. poselstvo, vedené Boleslavovou dcerou Mladou. Cílem poselstva bylo patrně založení jak pražského biskupství, tak prvního kláštera na českém území. Zatímco k založení kláštera došlo pravděpodobně již brzy po Mladině návratu, prvním klášterem se stal benediktinský klášter u svatého Jiří na Pražském hradě, kde se první abatyší stala právě Mlada. Biskupství bylo založeno, především kvůli odporu řezenského biskupa Michala, až po Boleslavově smrti. Boleslav zemřel 15. července kteréhosi roku. Zatímco starší historiografie, například Václav Novotný či František Palacký, souhlasili s Kosmou, který tvrdí, že měl Boleslav zemřít roku 967, novější historikové, jako například Dušan Třeštík nebo Michal Lutovský, se domnívají, že Boleslav zemřel až o 5 let později, v roce 972. Widukind z Corvey uvádí k roku 967 Boleslava jako Měškova gener, což sice může znamenat jak zeť, tak švagr, zároveň však Widukind nic neví o novém českém knížeti. Dušan Třeštík dokonce uvádí, že si Kosmas rok 967 vymyslel, aby nemusel přičíst Boleslavovi jeho zásluhy na založení pražského biskupství. Rok 972, jako rok Boleslavovy smrti, se navíc objevuje i v Letopisech českých, jejichž autor pravděpodobně vycházel ze starších a autentických zdrojů.
| „                       | Dne 15. července (967) kníže Boleslav, mající příjmení Ukrutný, pozbyl knížectví, bratrovou krví zle získaného, spolu s životem. | “ |
| — Kosmova kronika česká | |   |

## Boleslavovy ostatky

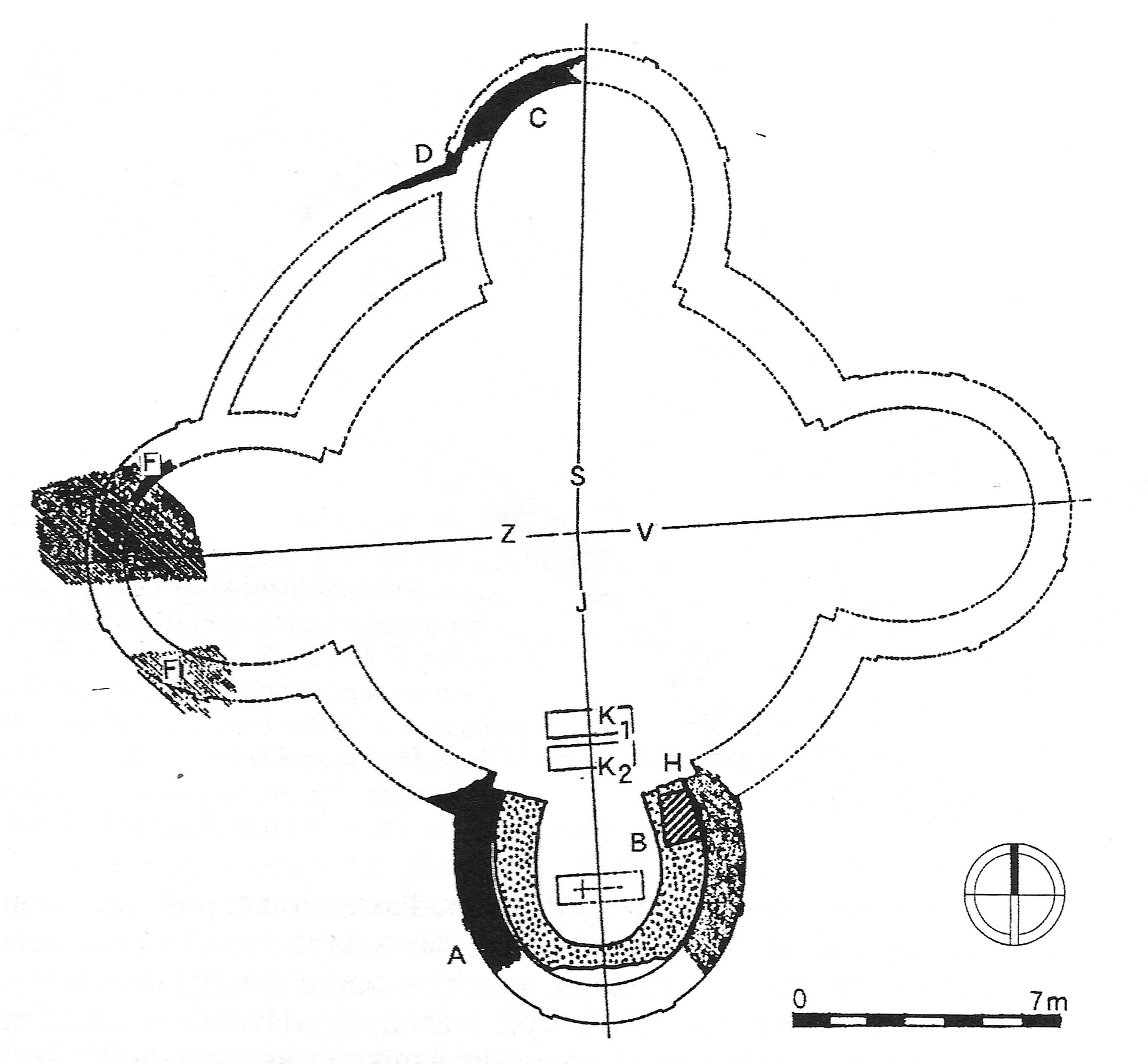
Hrob K1 a K2 nacházející se na území dnešní katedrály svatého Víta, Václava a Vojtěcha obsahuje podle Michala Lutovského tělo Boleslava I.

Místo Boleslavova posledního odpočinku je neznámé. Michal Lutovský se domníval, že Boleslav byl pohřben v hrobu K1 pod hrobem svého bratra Václava. Boleslav prý chtěl, aby poutníci chodili po místě jeho pohřbení. Šlo prý o symbol kání. Dřívější bádání se domnívalo, že v tomto hrobě leží Bořivoj I., novější průzkum však ukázal, že ostatky pochází z druhé poloviny 10. století. Ani toto zjištění však definitivně nerozluštilo původ ostatků, Jiří Sláma si myslel, že se jedná o ostatky Boleslava II. Výzkum z roku 2018 však ukázal, že věk muže z hrobu K1 dosahuje maximálně čtyřiceti, tedy mnohem méně, než kolika se Boleslav I. dožil. Archeolog Ivan Borkovský se pak domníval, že Boleslavovi patří ostatky z hrobu č. 92 v svatojiřské bazilice. Podle závěrů pozdějšího bádání však hrob patří knížeti Jaromírovi nebo Oldřichovi. Pravé ostatky Boleslava I. tak stále nejsou známy.

## Zakladatelská činnost

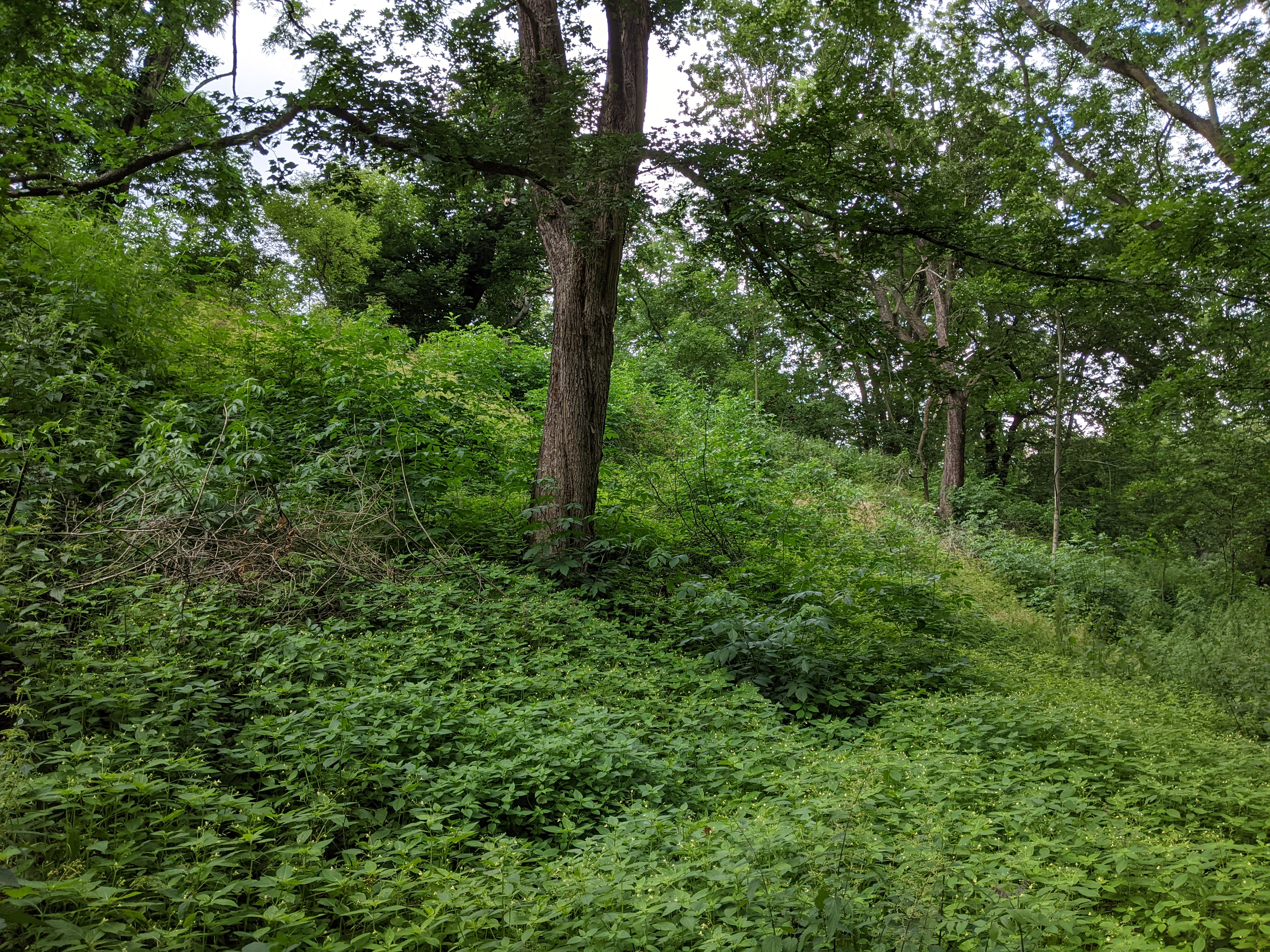
Pozůstatek hradby na hradišti Bílina, založené Boleslavem I.

Za vlády Boleslava, snad mezi lety 936 a 950, započalo budování hradské soustavy. Boleslav se pravděpodobně inspiroval knížecím rodovým patrimoniem, které vybudoval kníže Spytihněv I. Boleslav nechal nedaleko od dobytého hradu, ve kterém vládl kníže nezávisle na Boleslavovi, vystavět nová správní střediska, kastelánské hrady. Hrady a okolí spravovali knížetem dosazení správci, kromě jiného zde také vybírali daně pro Boleslava. Hradiště byla menší než dřívější hradiště, občas na nich mohli sídlit nevládnoucí Přemyslovci, jak dokazuje přítomnost Boleslavova syna na Novém hradě, kde bojoval proti Otovi I. Podle Jiřího Slámy bylo na konci Boleslavovy vlády vybudováno alespoň 12 takovýchto hradišť.
Za Boleslava také započalo přesidlování řemeslníků k novým hradištím, kde odváděli své výrobky knížeti jako určitou daň. Hrnčíři zakládali vesnice Hrnčíře, koláři Koloděje a vinaři Vinařice. Přesidlováni byli také zajatci z válečných výprav nebo také obyvatelstvo z dobytého území, byť s přesidlováním se ve větší míře začalo až ve století následujícím. Tak vznikly vesnice jako Srby z Lužických Srbů, Moravany z Moravanů nebo Krakovany z obyvatelů Krakovska. Hradská soustava také zajišťovala soudy, na hradištích se nacházelo vojsko, které bylo připraveno v případě vojenské hotovosti zasáhnout. Na hradištích se věznilo, případně také popravovalo. Kníže na hradištích organizoval trhy, pokud se hradiště nacházelo na kupecké stezce, vybíralo se zde clo a mýto. Nacházely se zde také kostely, díky nimž mohl Boleslav zahájit christianizaci celých Čech. Ačkoli Kosmas připisuje založení dvaceti kostelů až Boleslavovi II., je pravděpodobné, že tím zakladatelem byl již jeho otec. Kněží, kteří do Čech přicházeli, mohli pocházet z Moravy, jak se domníval Dušan Třeštík, což by také vysvětlovalo přítomnost slovanského písemnictví v Čechách druhé poloviny 10. století. Hradskou soustavou se pak inspiroval i Břetislav I., který si díky ní upevnil svou moc na Moravě.
Michal Lutovský se domnívá, že to byl Boleslav, který zahájil výstavbu hradů v pohraničí. Tyto hrady měly jediný úkol, zabránit překvapivému vpádu cizí země. Byl to velmi účinný způsob obrany, jelikož se takovéto hrady nedaly dlouhou obléhat. Hvozdy, které rozdělovaly obě země, neposkytovaly útočníkům dostatek potravy. Nepřátelské vojsko tak muselo dobýt hrad velmi rychle, jinak mu brzy došla potrava, nebo muselo útok vzdát.

### Centra hradské soustavy za Boleslava I.
- Bílina
- Doudleby
- Kouřim
- Litoměřice
- Mělník
- Mladá Boleslav
- Netolice (?)[130]
- Oldříš (?)
- Plzeň
- Prácheň
- Sedlec (?)
- Šance u Březnice
- Žatec[56]

## Mincovnictví

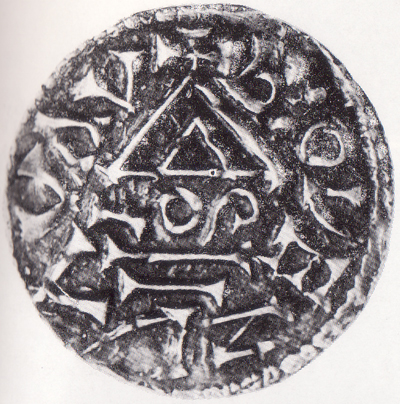
Denár Boleslava I.

Byl to Boleslav I., kdo nechal jako první razit české mince. Gustav Skalský se ve 30. letech 20. století domníval, že minci nechal razit už jeho bratr Václav, a naopak Stanislav Suchodolski a Wolfgang Hahn se pak domnívali, že první mince razil až jeho syn Boleslav II. Moderní historiografie však tyto domněnky odmítá. O denáru se totiž zmiňuje Ibráhím ibn Jákúb, který v 60. letech 10. století jasně dokládá přítomnost mince. Michal Lutovský uvádí, že Boleslav I. nechal razit mince z důvodu prestižního, a chtěl prý také ovládnout domácí trh. Třeštík pak ještě tvrdil, že díky tomu mohl Boleslav vybírat jednotnou daň. První ražba se měla udát kolem roku 950, Michal Lutovský ji datuje po roce 955, jelikož jsou nejstarší mince nápadně podobné bavorskému denáru z roku 955. Mince se nazývaly denár, alespoň tak ji jmenuje Ibráhím ibn Jákúb v 60. letech. Denár měl údajně velmi vysokou hodnotu, která udivila i kupce ibn Jákúba. Obchod však i nadále zůstával povětšinou směnný, denárem platila pouze ta nejvyšší společenská třída.
Průměr denáru byl 21 milimetrů, byl vyroben z ryzího stříbra a celkově vážil asi 1 gram. Na denárech se nacházela klasická křesťanská vyobrazení, jako byli například ptáci, meče, kříže nebo Kristova hlava. Petr Sommer uváděl lokalizaci mincovny na tržišti v podhradí Pražského hradu, ačkoli Michal Lutovský ji zařadil přímo na Pražský hrad. Význam mincí dokládá také jejich hojný počet na pobřeží Baltského moře, v Pomořansku nebo dokonce na švédském ostrově Gotland. Denárů z doby Boleslava se zachovalo něco kolem 400 kusů, je to však dost málo oproti denárům Boleslava II., kterých se dochovalo několik tisíc.

## Hodnocení vlády

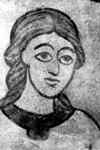
Freska Boleslava II., následníka Boleslava I.

Hodnocení Boleslavovy osobnosti a vlády se během doby mění. František Palacký mu sice neodpustil vraždu Václava, na druhou stranu byl pro něj jedním z největších panovníků, kteří kdy seděli na českém trůnu. Činy Boleslava, ať už šlo o rozšíření Českého knížectví, nebo snahy o založení biskupství, chválil i Václav Novotný, byť ani on mu neodpustil vraždu Václava. I moderní historiografie Boleslavovu osobnost hodnotí kladně. Dušan Třeštík popřel Boleslavovu účast na vraždě Václava, sám ho navíc hodnotí jako sjednocovatele českého státu a rozšiřovatele křesťanství a také dodává, že Boleslav vytvořil starý český stát. Michal Lutovský napsal o Boleslavovi kompletní knihu, ve které ho neustále chválí a považuje ho za velmi mocného panovníka té doby, který téměř z ničeho vybudoval mocný stát. Jako mocného knížete, za jehož vlády se Čechy povznesly, jej vidí také Petr Charvát.

## Odkaz vliteratuře a umění
Pravděpodobně nejstarší částečné vylíčení Boleslava pochází z kroniky Widukinda z Corvey. Ten ho popisuje jako velmi chytrého panovníka s dobrými válečnickými schopnostmi. Další kronikáři se pak zmiňují pouze o vraždě. Raný kronikář Dětmar z Merseburku, jej již označuje pouze jako ničemného knížete, který zabil svého bratra. Všechny svatováclavské legendy pak popisují Boleslava jako krutého panovníka, který především zabil svého bratra. Podle Kosmy byl Boleslav, nazývaný Ukrutný, krutější než Nero, Herodes, Decius i Diocletianus, tedy největší ukrutníci starověku. Jako o ukrutníkovi se o něm vyjadřuje i autor Dalimilovy kroniky a kronikáři Karla IV., Přibík Pulkava z Radenína a Jan Marignola. Analista kláštera v Pegau zaznamenal během druhé poloviny 11. století jistého krále Bouga, který měl být velmi mocným králem. Lukáš Reitinger v něm viděl polského Boleslava Chrabrého, naopak pro Michala Lutovského to byl Boleslav I. Pokud by Bougem byl skutečně Boleslav, pak by to znamenalo, že si ho tradice i přes vraždu Václava pamatovala jako mocného panovníka.
| „                       | Bylť tento kníže Boleslav – smí-li se knížetem nazývati ten člověk bezbožný a násilný, krutější než Herodes, surovější než Nero, převyšující Decia nelidskostí zločinů, Diokleciána krvelačností, čímž si získal příjmení Boleslav Ukrutný – tak urputný, že se v ničem neřídil rozvahou ani rozumem, nýbrž všechno činil podle své libovůle a nálady. | “ |
| — Kosmova kronika česká | |   |

V současné literatuře zastává Boleslav spíše vedlejší postavu, jako bratr Václava, tak jako v románu Kníže Václav od Zuzany Koubkové, románu Svatý Václav - Jiný příběh od Miroslava Houšky nebo v dětské knize Svatý Václav - Vraždou to nekončí od Veroniky Válkové. Jako hlavní postava vystupuje Boleslav v knize Nevinný bratrovrah od Jiřího Dobrylovského nebo také v knize Boleslav - Příběh bratrovraha, která je volným pokračováním knihy Kníže Václav, od Zuzany Koubkové. K příležitosti svatováclavského milénia v roce 1929 byl natočen němý film Svatý Václav, ve kterém vystupuje Jan W. Speerger právě v roli Boleslava.

## Rodina
O Boleslavově manželce není nic známo. Byla jí pravděpodobně Biagota, o které vypovídá několik mincí. Na nich je vyryto, vedle Boleslavova jména, také Biagota coniunx, což znamená manželka Biagota. Historik Josef Smolík se sice domníval, že šlo o manželku Boleslava II., dnešní historiografie je však toho názoru, že Biagota byla manželkou jeho otce. Biagota byla podle Michala Lutovského germánského či bulharského původu. Svatba se měla, jak tvrdí Václav Novotný, konat před smrtí svatého Václava. Autoři monografie Přemyslovci: Budování českého státu se pak domnívali, že Boleslav měl před Biagotou ještě jednu ženu, se kterou zplodil jeho všechny nezpochybnitelné potomky. Zplodil několik synů a dcer:
- Neznámý syn (Vok?) (před 936 – před 972) – válečník[160]
- Boleslav II. (942? – 7. února 999) český kníže ∞ před 970?, neznámá manželka ∞ před 989, neznámá manželka ∞  989?, Emma[160]
- Doubravka (před 953 – 977) polská kněžna ∞ 965, Měšek I.[160]
- Mlada (? – 9. únor 994?) jeptiška[160]
- Strachkvas Kristián (27. září 935, spíše však po 960 – po 996) – duchovní[161]

O dalších Boleslavových dětech se vedou spory. Jeho dětmi mohli také být:
- Střezislava (před 938 – 987) manželka Slavníka ∞ před 950, Slavník[162]
- Vladivoj (okolo 970 – leden 1003) český kníže[162]

Jako dcery Boleslava I., nebo jeho syna Boleslava II. jsou známy také tyto:
- Neznámá dcera (1) (? – ?) (šedesátá léta 10. století – ?) ∞ po 976 Vladimír I.[162]
- Neznámá dcera (2) (? – ?) (šedesátá léta 10. století – ?) ∞ po 978 Vladimír I.[162]

## Genealogie
| Bořivoj I. * mezi 852 a 855 † mezi 888 a 890 | Bořivoj I. * mezi 852 a 855 † mezi 888 a 890 |                                     |                                     | Svatá Ludmila * cca 860 † 15. září 921 | Svatá Ludmila * cca 860 † 15. září 921 |  |  | Stodoranský kníže | Stodoranský kníže |                                        |                                        | ? | ? |
|                                              |                                              |                                     |                                     |                                        |                                        |  |  |                   |                   |                                        |                                        |   |   |
|                                              |                                              |                                     |                                     |                                        |                                        |  |  |                   |                   |                                        |                                        |   |   |
|                                              |                                              | Vratislav I. * 888? † 13. února 921 | Vratislav I. * 888? † 13. února 921 |                                        |                                        |  |  |                   |                   | Drahomíra ze Stodor * cca 890 † po 935 | Drahomíra ze Stodor * cca 890 † po 935 |   |   |
|                                              |                                              |                                     |                                     |                                        |                                        |  |  |                   |                   |                                        |                                        |   |   |
|                                              |                                              |                                     |                                     |                                        |                                        |  |  |                   |                   |                                        |                                        |   |   |
|                                              |                                              |                                     |                                     |                                        |                                        |  |  |                   |                   |                                        |                                        |   |   |

|  |  | Biagota OO před 935 | Biagota OO před 935 | Boleslav I. * 915? † 15. července 967/972 | Boleslav I. * 915? † 15. července 967/972 |  |  |  |  |
|  |  |                     |                     |                                           |                                           |  |  |  |  |

|                                       |                                       |                                        |                                        |                          |                          |                                     |                                     |
|                                       |                                       |                                        |                                        |                          |                          |                                     |                                     |
| Boleslav II. * asi 942 † 7. února/999 | Boleslav II. * asi 942 † 7. února/999 | Doubravka Přemyslovna * před 953 † 977 | Doubravka Přemyslovna * před 953 † 977 | Mlada * ? † 9. únor 994? | Mlada * ? † 9. únor 994? | Strachkvas * 27. září 935? † po 996 | Strachkvas * 27. září 935? † po 996 |